# Jill Adler
Pour les articles homonymes, voir Adler.
Jillian Beryl Adler née Smidt, le 31 janvier 1951 à Johannesbourg, est une mathématicienne et universitaire sud-africaine. Elle est professeure émérite à l'université du Witwatersrand et présidente de la Commission internationale de l'enseignement mathématique (2017-2020). Elle s'est particulièrement intéressée aux questions d'enseignement et d'apprentissage des mathématiques, en particulier dans les classes multilingues.

## Biographie
Jill Adler est née le 31 janvier 1951 à Johannesbourg. Elle fait ses études à l'université du Witwatersrand où elle obtient une licence avec des majeures en mathématiques et psychologie en 1972 et une maîtrise en éducation en 1985, puis elle prépare un doctorat et soutient en 1996 une thèse intitulée « Secondary School Teachers' Knowledge of the Dynamics of Teaching and Learning mathematics in Multilingual Classrooms ».
Elle est présidente de l'enseignement des mathématiques à l'université du Witwatersrand et présidente de la Commission internationale de l'enseignement mathématique (2017-2020).
Elle a été rédactrice des revues internationales Educational Studies in Mathematics, For the Learning of Mathematics et de la revue sud-africaine Pythagoras.

## Activités de recherche
Le travail d'Adler s'est concentré sur l'enseignement et l'apprentissage des mathématiques, en particulier dans les classes multilingues, ainsi que sur le développement professionnel des enseignants de mathématiques du secondaire.
Elle a une cote A, la plus élevée possible, de la Fondation nationale pour la recherche d'Afrique du Sud. De 2009 à 2014, le professeur Adler a été professeure invitée au King's College de Londres.

## Prix et distinctions
Jill Adler est lauréate en 2015 du prix Hans Freudenthal de la Commission internationale de l'enseignement mathématique. Elle est membre de l'Académie des sciences d'Afrique du Sud.
Elle est conférencière invitée au Congrès international des mathématiciens en 2010 à Hyderabad, à l'occasion duquel elle est interviewée à propos du film Comment j'ai détesté les maths. Sa conférence est intitulée Professional Knowledge Matters in Mathematics Theaching).

## Publications
- « Troubling "understanding mathematics in-depth": Its role in the identity work of student-teachers in England », avec Sarmin Hossain et Heather Mendick, Educational Studies in Mathematics, 2013, vol. 84, no 1, p. 35-48 [lire en ligne].
- Coherence and connections in teachers’ mathematical discourses in instruction, avec Hamsa Venkat, Pythagoras, vol. 33, no 3, 188, [lire en ligne]
- « Knowlege resources in and for school mathematics teaching », in Ghislaine Gueudet, Birgit Pepin, Luc Trouche (dir.), From Text to 'Lived' Resources: Mathematics Curriculum Materials and Teacher Development, Springer, 2012, coll. « Mathematics Teacher Education », p. 3-22.
- « Sociological tools in the study of knowledge and practice in mathematics teacher education », avec Diane Parker, Educational Studies in Mathematics, 2012, [lire en ligne].